# Raymond Moley

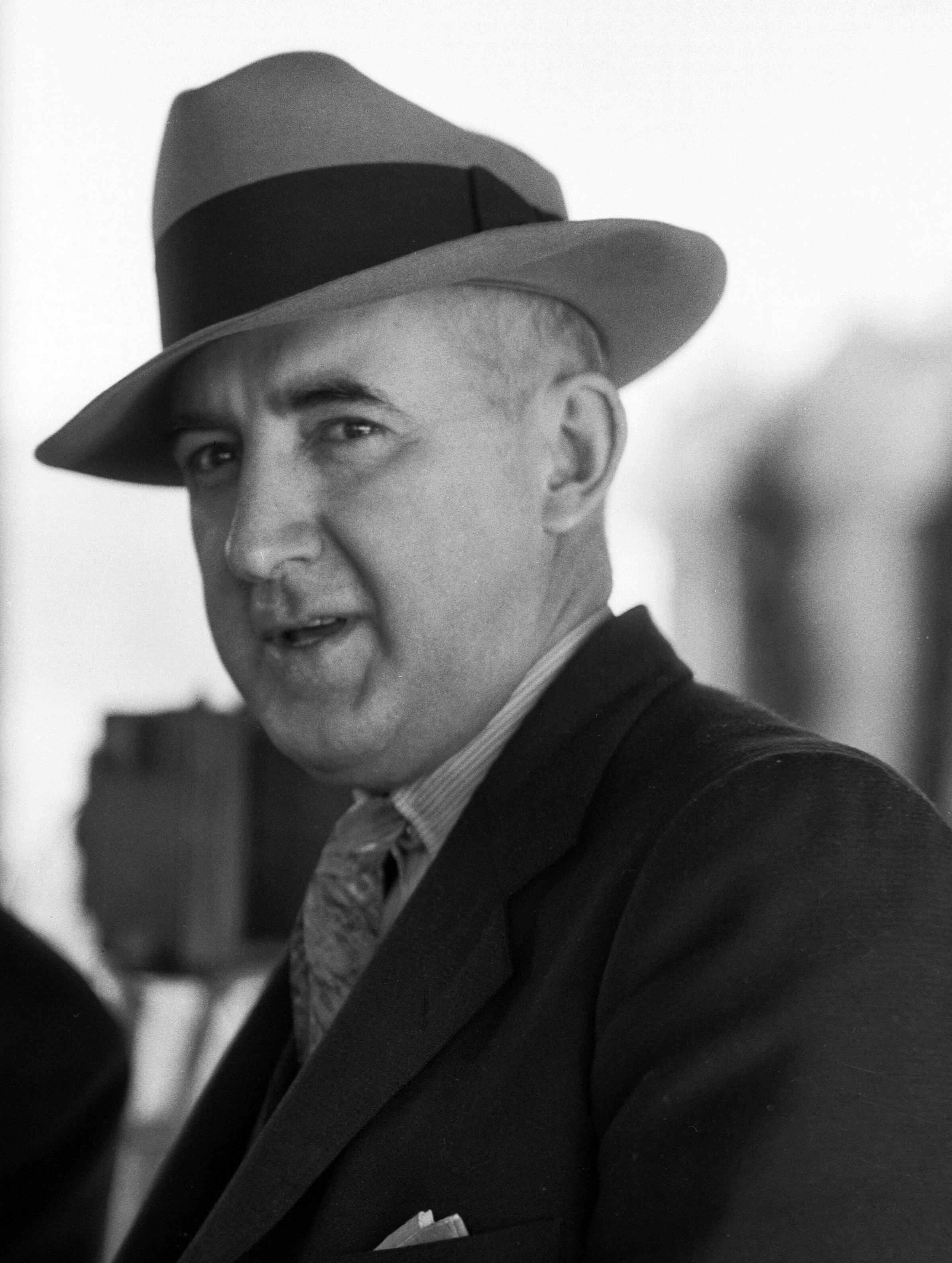
Raymond Moley (1933)

Raymond Moley (* 27. September 1886 in Berea, Ohio; † 18. Februar 1975 in Phoenix, Arizona) war ein US-amerikanischer Journalist, Politikwissenschaftler und politischer Berater, der Leiter des Brain Trust von Franklin D. Roosevelt in der Vorbereitung des New Deal war.

## Leben
Moley studierte am Oberlin College mit dem Master-Abschluss 1913. Ursprünglich wollte er Jura studieren, wechselte aber unter dem Eindruck von Woodrow Wilson zur Politikwissenschaft, in der er 1918 an der Columbia University bei Charles Beard promoviert wurde. Er leitete die Cleveland Foundation, für die er das Justizsystem der Stadt untersuchte. Das verschaffte ihm 1923 eine Professur an der Columbia University. Über den Vertrauten von Roosevelt, Louis Howe, kam er in die Politikberatung. 1928 war er im Wahlkampfteam für Roosevelts Kandidatur als Gouverneur von New York und beriet diesen dann über das Justizsystem. Für die Präsidentschaftswahl 1932 organisierte Moley den „Brain Trust“ (wie ihn Howe und Journalisten nannten) von Präsidentenberatern, bestehend aus ihm und seinen Kollegen an der Columbia University, Adolf Augustus Berle und Rexford Tugwell.
Sie empfahlen Arbeitsbeschaffungsmaßnahmen durch die Regierung und eine enge Zusammenarbeit mit der Wirtschaft und Moley selbst schrieb viele der Wahlkampfreden und späteren Reden von Roosevelt, unter anderem wichtige Teile der Antrittsrede als Präsident mit der berühmten Stelle „das Einzige, was wir fürchten müssen, ist die Furcht selbst“ (“the only thing we have to fear is fear itself”), die „Forgotten-man“-Rede (1932) und die ersten „Kamin-Gespräche“ („Fireside chats“), Radioansprachen von Roosevelt ab 1933. Er wurde dessen führender Politikberater und war Assistant Secretary of State. Von ihm stammt der Begriff „New Deal“ für die neue Politik, mit der Roosevelt Amerika aus der Great Depression befreien wollte. Nach dem Wahlsieg  von Roosevelt war er wesentlich an der Umsetzung beteiligt. In den ersten hundert Tagen der Regierung vermittelte er zwischen dem Präsidenten und dem Kongress und war einer der wichtigsten Männer in der Regierung.
Schon Ende 1933 kam es aber zunehmend zu Dissenzen in der Wirtschafts- und Sozialpolitik des New Deal, die ihm zu radikal war. Er geriet mit dem Außenminister Cordell Hull aneinander und Roosevelt lehnte seinen Vorschlag ab, den Dollar wieder an den Goldstandard zu binden. Er trat von seinem offiziellen Amt zurück, beriet aber Roosevelt zunächst noch weiter. 1936 brach er völlig mit den Demokraten und Roosevelt und unterstützte fortan Republikaner, zunächst 1940 Wendell Willkie. Er nahm aber an keinen weiteren Wahlkampagnen teil, sondern war als politischer Schriftsteller und Journalist aktiv. Von 1937 bis 1968 hatte er eine Kolumne für Newsweek. Er schrieb für The Freeman, die sich für freie Märkte einsetzten, und das konservative National Review. Ende der 1930er hatte er sich vom Befürworter zum Gegner des New Deal gewandelt, mit dem er in seinem Buch After Seven Years 1939 abrechnet.
1970 erhielt er von Richard Nixon die Presidential Medal of Freedom.

## Schriften
- Lessons in Democracy, for Use in Adult Immigrant Classes. Macmillan 1919 (mit Huldah Cook).
- Commercial Recreation. The Cleveland Foundation 1919.
- Politics and Criminal Persecution. Minton Balch 1929.
- Our Criminal Courts. New York, Minton Balch 1930.
- After Seven Years. Harper and Brothers, New York 1939 pdf.
- 27 Masters of Politics, in a Personal Perspective. Funk and Wagnalls, New York 1949.
- The Hays Office. Indianapolis, New York 1945.
- How to Keep Our Liberty. A Program for Political Action. Knopf, New York 1952, pdf.
- The First New Deal. Harcourt Brace, New York 1966 (mit Elliot A. Rosen).
- Realities and Illusions, 1886–1931. The Autobiography of Raymond Moley. Garland Publ., New York 1980 (Herausgeber Frank Freidel).